# Клингенминстер
Клингенминстер (њем. Klingenmünster) општина је у њемачкој савезној држави Рајна-Палатинат. Једно је од 74 општинска средишта округа Зидлихе Вајнштрасе. Према процјени из 2010. у општини је живјело 2.457 становника. Посједује регионалну шифру (AGS) 7337049.

## Географски и демографски подаци
Клингенминстер се налази у савезној држави Рајна-Палатинат у округу Зидлихе Вајнштрасе. Општина се налази на надморској висини од 168 метара. Површина општине износи 10,7 km². У самом мјесту је, према процјени из 2010. године, живјело 2.457 становника. Просјечна густина становништва износи 229 становника/km².